# Hoya verticillata
Hoya verticillata är en oleanderväxtart som först beskrevs av Vahl, och fick sitt nu gällande namn av George Don jr. Hoya verticillata ingår i släktet Hoya och familjen oleanderväxter.

## Underarter
Arten delas in i följande underarter:
- H. v. citrina
- H. v. hendersonii